# Филенко, Евгений Иванович
Евге́ний Ива́нович Филе́нко (род. 7 февраля 1954 в Перми) — российский писатель-фантаст. Автор фантастической эпопеи "Галактический Консул" и примыкающих к ней циклов ("Черные Эхайны", "Северин Морозов"), связанных единым местом действия в парадигме Галактического Братства, отчетливо наследующего традиции Мира Полдня А. и Б. Стругацких, цикла романтико-юмористических новелл "Созвездие Тимофеевых" и ряда антиутопических романов.

### Галактический Консул
Цикл романов про ксенолога Константина Кратова по прозвищу «Галактический Консул» объединяет основные работы писателя:
- «Эпицентр» (1987, хронологически следует после «Гнезда феникса»)
- «Гребень волны» (1999)
- «Гнездо феникса» (1999)
- «Блудные братья» (1999)
- «Очень странные миры» (2020) - АБС-премия (2020)
- «Возвращение в полдень» (2020).

«Гребень волны» и «Гнездо феникса» изначально выходили под одной обложкой, озаглавленные просто «Галактический Консул». В 2005 году издательство АСТ выпустило полный сборник всех четырёх романов под тем же названием.
Также вышел ряд произведений, чей сюжет не связан напрямую с основным циклом, но разворачивается в той же вселенной (т. н. «мир „Галактического Консула“»):
- «Бездна» (повесть, 1973, отдельно не издавалась)
- «Бумеранг на один бросок» (роман, 2006) — премия «Бронзовая улитка» (2007)
- «Вектор атаки» (2014 год, продолжение романа «Бумеранг на один бросок»)
- «Объёмный взрыв» (2019 год, продолжение романа «Вектор атаки»)
- «Пламенная кода» (2019 год, продолжение романа «Вектор атаки»)
- «Дарю вам этот мир» (повести и рассказы, 2021).

### Другие произведения
- «Сага о Тимофееве» (сборник рассказов и повесть, 1988)
- «Звёздное эхо» (повести и рассказы, 1988)
- «Отсвет мрака (Гигаполис)» (роман и повести, 2002)
- «Шествие динозавров» (роман и повести, 2004)
- «Шестой моряк» (роман, 2011)[1]
- «Энигмастер Мария Тимофеева» (повести и рассказы, 2019)
- «Дарю вам этот мир» (повести и рассказы, 2021)
- «Мухосранские хроники. Провинциальный коллаж» (повести и рассказы, 2021)
- «Детский ад» (роман, 2023)

Помимо этого, перу Евгения Филенко принадлежит множество повестей и рассказов, печатавшихся только в периодических изданиях, а также несколько критических очерков. Все работы писателя запрещены к размещению в свободном доступе.